# Bird Averitt
William Rodney „Bird” Averitt (ur. 22 lipca 1952 w Hopkinsville, zm. 12 grudnia 2020) – amerykański koszykarz, występujący na pozycji rozgrywającego.

## Osiągnięcia
NCAA
- Zawodnik roku WCC (1973)[2]
- Lider strzelców NCAA (1973)

ABA
- Mistrz ABA (1975)[3]